# Lekkoatletyka na Letnich Igrzyskach Paraolimpijskich 2004 – trójskok kl. F11 mężczyzn
W  konkursie trójskoku kl. F11 (zawodnicy niewidomi) mężczyzn podczas Letnich Igrzysk Paraolimpijskich 2004 rywalizowało ze sobą 8 zawodników.

## Wyniki

### Finał
| Poz. | Zawodnik              | Narodowość  | Rezultat | Uwagi |
| ---- | --------------------- | ----------- | -------- | ----- |
| 1    | Li Duan               | Chiny       | 13.10    | PR    |
| 2    | Zeynidin Bilalov      | Azerbejdżan | 12.88    |       |
| 3    | Siergiej Sewostianow  | Rosja       | 12.63    |       |
| 4    | Jorge Jay Maso        | Kuba        | 12.51    |       |
| 5    | Dimitrios Alexiou     | Grecja      | 12.35    |       |
| 6    | Jose Manuel Rodriguez | Hiszpania   | 12.22    |       |
| 7    | Viktar Zhukouski      | Białoruś    | 11.90    |       |
| 8    | Athanasios Barakas    | Grecja      | 11.39    |       |